# Retrat de Giovanna Tornabuoni
El Retrat de Giovanna Tornabuoni és una pintura del pintor italià renaixentista Domenico Ghirlandaio 
que data de l'any 1488. En l'actualitat, roman exposat al  Museu Thyssen-Bornemisza de Madrid.

## Descripció
La pintura retrata a Giovanna degli Albizzi, una dona de la noblesa florentina que es va casar amb Lorenzo Tornabuoni. Va morir donant a llum el 1488, any de la pintura. Ha estat identificada gràcies a altres retrats a la Capella Tornabuoni, on ella té la mateixa pinta.
Representa una dona jove d'un costat, portant precioses robes, incloent una gamurra. A la dreta, darrere d'ella, està colgada un collaret de corall (potser un rosari), un llibre parcialment tancat i una inscripció llatina, presa d'un epigrama del poeta del segle I d.C. Marco Valerio Marcial.